# Marcetia
Marcetia es un género  de plantas fanerógamas pertenecientes a la familia Melastomataceae. Comprende 46 especies descritas y de estas, solo 4 aceptadas.

## Taxonomía
El género fue descrito por Augustin Pyrame de Candolle y publicado en Prodromus Systematis Naturalis Regni Vegetabilis 3: 124. 1828.

## Especies aceptadas
A continuación se brinda un listado de las especies del género Marcetia  aceptadas hasta mayo de 2014, ordenadas alfabéticamente. Para cada una se indica el nombre binomial seguido del autor, abreviado según las convenciones y usos:
- Marcetia bahiana (Ule) A.B. Martins
- Marcetia bahiensis (Brade & Markgr.) Wurdack
- Marcetia cordigera DC.
- Marcetia taxifolia (A. St.-Hil.) DC.